# 의령 의병제전-혼불채화식
혼불채화식은 경상남도 의령군에서 열리는 의병제전의 전야제 행사의 하나이다.
전국 최초로 의병이 일어났던 의령군에서 의병의 호국보훈 정신을 잇기 위해 시작된 의병제전 식전 행사로 곽재우장군의 생가가 있는 유곡면의 현고수에서 제례형태로 엄숙히 치러진다. 올해도 제43회를 맞은 의병제전을 시작하기에 앞서 혼불채화식이 의령군 유곡면의 현고수에서 거행되었다.

혼불채화식1